# Tórtora maragda dorsibruna
La tórtora maragda dorsibruna (Chalcophaps stephani) és una espècie d'ocell de la família dels colúmbids (Columbidae) que habita zones boscoses de Sulawesi, illes Aru, illes Raja Ampat, Nova Guinea, Arxipèlag D'Entrecasteaux, illes de l'Almirallat, Arxipèlag Bismarck i illes Salomó.